# Chaetosiphella stipae
Chaetosiphella stipae är en insektsart. Chaetosiphella stipae ingår i släktet Chaetosiphella och familjen långrörsbladlöss.

## Underarter
Arten delas in i följande underarter:
- C. s. stipae
- C. s. setosa